# Трихліб Олександр Іванович
Олександр Іванович Трихліб (15 травня 1965 — 10 грудня 1984) — радянський військовослужбовець, учасник афганської війни.

## Життєпис
Народився 15 травня 1965 року в селі Михайлівка Лебединського району Сумської області. Закінчив середню школу, працював водієм у радгоспі «Михайлівський».
Військову службу проходив у в/ч 87697 на посаді мінометника. 
Загинув 10 грудня 1984 року в Афганістані.
Похований в рідному селі Михайлівка.

## Нагороди та вшанування
- Нагороджений орденом Червоної Зірки (20 червня 1985, посмертно).
- Одна з вулиць села Михайлівка названа на його честь[1].